# Medemia argun
Medemia argun là loài thực vật có hoa thuộc họ Arecaceae. Loài này được (Mart.) Wurttenb. ex H.Wendl. mô tả khoa học đầu tiên năm 1881.